# Barrick Mining Corporation
Barrick Gold Corporation - це гірничодобувна компанія, яка виробляє золото та мідь із 16 діючими центрами в 13 країнах. [3] Штаб-квартира знаходиться в Торонто, Онтаріо, Канада. [4] Гірнича діяльність ведеться в Аргентині, Канаді, Чилі, Кот-д'Івуарі, Демократичній Республіці Конго, Домініканській Республіці, Малі, Папуа-Новій Гвінеї, Саудівській Аравії, Танзанії, США та Замбії. [5] У 2019 році вона виробила 5,5 мільйона унцій золота на загальні витрати на підтримку 894 доларів за унцію [6] та 432 мільйони фунтів міді при загальних витратах на підтримку 2,52 доларів на фунт. [7] Станом на 31 грудня 2019 року компанія мала 71 мільйон унцій підтверджених та ймовірних запасів золота. [8]
Баррік був найбільшою у світі золотодобувною компанією, поки корпорація Newmont не придбала Goldcorp у 2019 році. [9] Баррік розраховує видобути від 4,6 до 5 мільйонів унцій золота та від 440 до 500 мільйонів фунтів міді в 2020 році [10].
Виконавчий директор Марк Брістоу заявив, що Баррік обговорював питання переміщення первинних акцій на Нью-Йоркську фондову біржу з Торонтоської фондової біржі, дозволяючи торгувати за індексом S&P 500 та розширюючи свій потенційний вкладник.
- Вкладення Джорджа Сороса в Barrick Gold на 31.03.2016 оцінювалися в $263 млн і були найбільшим його активами що торгуються на американській біржі[2].

## Беркширський Хетеуей
Berkshire Hathaway повідомив, що придбав акції Barrick у 562 мільйони доларів у другому кварталі 2020 року, відразу зробивши її одинадцятим за величиною акціонером компанії [12]. Нова посада - 20,9 мільйона акцій, що становить 1,2% від випуску акцій компанії. [13] Генеральний директор Berkshire Уоррен Баффет та його ключовий діловий партнер Чарлі Мангер вже давно відкидають золото як привабливу інвестицію, кажучи, що прекрасний бізнес, який ведуть хороші менеджери з грошовими потоками та виплачують дивіденди, є більш продуктивним, ніж дорогоцінний метал. Раніше Баффет зазначав, що володіння акціями якісних компаній є ціннішим, ніж власне золото. [15]

## Діяльність
Компанія веде видобуток золота на копальнях в США, Канаді, Австралії, Перу, Чилі, Аргентині і Танзанії. Запаси золота на родовищах компанії на 31 грудня 2004 становили 89 млн унцій (2522,26 т).
У 2008 компанія видобула 7,66 млн унцій золота. Виручка в 2008 році склала $7,91 млрд ($6,33 млрд роком раніше), чистий прибуток — $785 млн($1,12 млрд).

### Barrick Gold в Росії
Barrick Gold володіє 20 % акцій зареєстрованої у Великій Британії Highland Gold Mining (HGM) — другій за розмірами запасів золота (близько 520 т) золотодобувної компанії в Росії. 
У 2007 році компанія виробила 156,4 тис. унцій золота, виручка склала $112 млн
Ряд експертів вважає, що Barrick Gold — один із ймовірних претендентів на розробку золоторудного родовища Сухий Лог в Іркутській області.

### Деякі родовища
- Паскуа Лама — кар'єр в Андах, на кордоні Аргентини та Чилі.

### Монета в 1 мільйон доларів
За замовленням компанії Barrick Королівський канадський монетний двір викарбував золоту монету вагою в 100 кг і номіналом в 1 мільйон канадських доларів (фактична вартість близько 5 млн доларів), яку компанія придбала і періодично виставляє в рекламних цілях. З квітня 2012 по квітень 2013 рр. монета виставлена в Канадському музеї природи (Оттава).

## Історія

### Заснування та перші роки
Ресурси Barrick
Barrick Gold Corporation виникла з приватної північноамериканської нафтогазової компанії [16] Barrick Resources [17]. Після фінансових збитків у нафті та газі [18] засновник Пітер Манк (1927–2018) вирішив переорієнтувати компанію на золото [19]. 2 травня 1983 року компанія Barrick Resources Corporation стала публічною компанією [20], яка вийшла на фондову біржу Торонто [21].

### 1986 - 2005
Американський Баррік
Відображаючи свою ідентичність як виробника з Північної Америки, відмінного від конкурентів у Південній Африці, назва компанії була змінена на American Barrick Resources у 1986 році. [22] Вона була зареєстрована на Нью-Йоркській фондовій біржі в лютому 1987 р. [23] Її назву було змінено на Barrick Gold Corporation у 1995 р. [24]
Корпорація Barrick Gold
Американський Barrick став третьою за величиною компанією з видобутку золота у світі, придбавши в 1994 р. Lac Minerals, яка володіла майнингом у Північній та Південній Америці [25]. Через два роки, у 1996 році, Arequipa Resources, власник об'єктів, включаючи шахту Pierina в Перу, прийняв пропозицію про поглинання від перейменованої Barrick Gold Corporation. Третє придбання відбулося на початку 1999 року, коли Barrick Gold придбав Sutton Resources Ltd., прийнявши право власності на майно в Танзанії [26]. У 2001 році Баррік придбав Homestake Mining Company за акції у розмірі 2,3 мільярда доларів, тоді одну з найстаріших гірничих компаній у США [27]. Покупка зробила Барріка другим за величиною виробником золота у світі [27].
Придбання Placer Dome
У грудні 2005 року Баррік оголосив заявку на вороже поглинання на суму 9,2 млрд. Доларів США для конкуруючого канадського видобувача золота Placer Dome [28]. Угода в 10,4 млрд. Доларів була закрита в грудні 2006 р. [29] [30]
2006 по сьогодні
Африканський Баррік Голд
У лютому 2010 року Barrick Gold оголосив про плани створити окрему компанію для зберігання своїх активів у Танзанії, яка називається African Barrick Gold. [31] Barrick Gold збереже мажоритарну власність у новій компанії після її виходу на Лондонську фондову біржу. [31] Африканське Barrick Gold було зареєстровано на Лондонській фондовій біржі в середині березня 2010 р., Вартість IPO склала 3,6 млрд. Доларів США [32]. Акції, запропоновані на LSE, зібрали трохи більше 500 мільйонів фунтів стерлінгів [33]. У червні компанія була прийнята до індексу FTSE 100 [34].
Мінерали рівнодення
У квітні 2011 року Баррік обіграв компанію China Minmetals пропозицію про поглинання мінералів рівнодення. [35] [36]
Золото Шаньдун
У 2018 році Джон Л. Торнтон організував стратегічні "відносини, засновані на довірі" між Barrick Gold і Shandong Gold Group, китайським державним підприємством, встановивши спільну власність на шахті Veladero, щоб отримати вигоду з бази інвесторів, постачальників капіталу та політичних зв'язків з Шаньдуном. та регіональний вплив. У прес-релізі, в якому оголошено про партнерство, Торнтон зазначив, що Баррік і Шаньдун сподіваються на "розподіл ... капіталу таким чином, щоб створити додану вартість для відповідних власників, а також наших урядових та громадських партнерів у провінції Сан-Хуан".
Ресурси Randgold
У вересні 2018 року Barrick Gold оголосив про злиття всіх акцій з Randgold Resources за угодою на суму 6,5 млрд. Доларів [38] [39]. Колишній генеральний директор RandGold Марк Брістоу став генеральним директором Barrick Gold в результаті злиття, після його вимушеної відставки з правління Panthera, організації з охорони дикої природи, зосередженої на захисті великих котів. Daily Mail розкрив, що він був мисливцем за трофеями, публікуючи фотографії, на яких він позує поруч із застреленими тваринами, включаючи слонів, антилопу, газель, лева, бегемота, буйвола, зебру та леопарда [40].
Корпорація Newmont
У лютому 2019 року Баррік Голд оголосив про ворожу заявку на придбання 19 мільярдів доларів США на придбання американської компанії Newmont Mining Corporation, що базується в Денвері, штат Колорадо. [41] [42] Правління Ньюмонта негайно та одноголосно відхилило цю пропозицію, описавши "егоцентричну пропозицію" Барріка як "призначену для передачі вартості від акціонерів Ньюмонта Barrick's". [43] Ньюмонт також заявив, що Баррік має "порівняно неефективну операційну модель, поганий досвід прибутковості акціонерів і несприятливий юрисдикційний ризик". [44] [45] Презентація інвестора Barrick за третій квартал 2019 року посилається на ризики негативного репутаційного та фінансового впливу Barrick внаслідок "недотримання Barrick вимог екологічної та гігієнічної безпеки та правил безпеки", "відсутність визначеності щодо закордонних правових систем, корупція" та негативні "стосунки з громадою групи ”. [46] Генеральний директор "Ньюмонта" Гері Голдберг заявив, "[О] один з основних факторів, що перешкоджали спроможності Барріка створювати цінність у минулому, залишається незмінним ... Джон Торнтон все ще твердо контролює" [43].
Золоті копальні Невади
1 липня 2019 року компанія Barrick and Newmont Corporation запускає золоторудні копалини Невади. [47] [48] [49] Комбінована операція - це найбільший у світі комплекс із видобутку золота, в якому працює понад 7000 людей [50]. Він поєднував міни Goldstrike, Cortez, Turquoise Ridge та Goldrush з Barrick and Newmont’s Carlin, Twin Creeks, Phoenix, Long Canyon, а також пов'язану з ними обробку інфраструктури обох компаній. [51] Спільне підприємство було створене після того, як Баррік відмовився від заявки на поглинання компанії Newmont на початку 2019 року. [52]
Золоторудні копалини Невади складаються загалом з 10 підземних і 12 відкритих шахт, двох автоклавних установок, двох випалювальних установок, чотирьох оксидних млинів, флотаційної установки та п’яти вимивних споруд [53]. Барріку належить 61,5% спільного підприємства та управляє бізнесом, тоді як Ньюмонту - 38,5%. [54] Було підраховано, що 500 мільйонів доларів можна заощадити, створивши спільне підприємство в середньому щорічному синергізмі протягом перших п’яти років діяльності спільного підприємства [55]. Після першого року роботи було заощаджено 35 мільйонів доларів операційних та управлінських витрат [50]. За приблизними оцінками за 20 років буде здійснено 4,7 млрд. Доларів загальної економії. [56]

## Гірничі практики
Підприємницька діяльність Барріка Голда породила значні суперечки у всьому світі, зокрема заяви про масові зґвалтування [57] та інші жорстокі зловживання [58], сотні вбивств [59], примусове виселення та масові підпали [60]. Барріку та деяким його керівникам у різний час та в різних юрисдикціях пред'являли звинувачення у хабарництві, [61] змові, [62] підробці, відмиванні грошей, [63] ухиленні від сплати податків [64] та непередбачуваній екологічній шкоді [65]. ]
Міни Баррік спричинили жорстокі конфлікти у всьому світі. У період з 2010 по 2013 роки на шахті Барріка Пуебло В'єхо в Домініканській Республіці було вбито три людини та 50 поранено. На шахті Барріка в Паскуа-Ламі в Чилі було заарештовано 40 людей після демонстрації проти передбачуваного забруднення Барріком місцевих льодовиків [66].

### Добровільні принципи безпеки та прав людини
У 2010 році компанія Barrick Gold Corporation стала 18-й компанією, яка приєдналася до Добровольчих принципів безпеки та прав людини [67], яка надає "керівництво видобувним компаніям щодо забезпечення безпеки їх діяльності таким чином, щоб поважати права людини та основні свободи" [. 68] Прийом здійснюється за восьмиступеневим процесом, що вимагає схвалення пленарним засіданням Добровольчих принципів [69], головним органом, що приймає рішення, що складається з усіх активних членів, що складаються з урядів-учасників, компаній та неурядових організацій [70]. Баррік Голд бере участь у ряді програм корпоративної соціальної відповідальності, таких як Глобальний договір ООН [71]. Компанія підписала Ініціативу щодо прозорості видобувних галузей. [72] Він також бере участь у Глобальній ініціативі звітності, "Бізнес за соціальну відповідальність" [73] та Глобальній коаліції бізнесу з питань ВІЛ / СНІДу, туберкульозу та малярії. [74] 7 вересня 2007 року Баррік був доданий до Індексу стійкості Доу-Джонса [75]. Компанія є членом Міжнародної ради лідерів (ILC) The Nature Conservancy. [76] У Папуа-Новій Гвінеї спільне підприємство "Поргера" брало участь у розробці природоохоронного району на нагір'ї Кайенде [77].

### Аргентина
Середовище
У березні 2014 року Barrick Gold розлило понад мільйон літрів розчину ціаніду в п'ять річок поблизу ділянки Barrick's Veladero в провінції Аргентини Сан-Хуан [65]. Баррік чекав шість днів, щоб повідомити про розлив, і спочатку проігнорував виявлення витоку хімічного розчину, що містить ціанід [78], але врешті-решт пов'язаний розлив мільйона літрів з "замерзлим клапаном і шлюзовими воротами, які залишались відкритими на момент відмова клапана ". Деякі аргентинські провінції забороняють видобуток корисних копалин із залученням ціаніду [78].
Технічне обслуговування
Раман Аутар, колишній старший менеджер з глобального технічного обслуговування компанії Barrick Gold у 2013 та 2014 роках, був раптово звільнений з посади в березні 2014 року, висловивши занепокоєння з приводу ризиків технічного обслуговування та безпеки на шахті Веладеро. Він заявив, що його звільнили за те, що він повідомив. Численні організації, включаючи Міжнародну організацію "Друзі Землі", Національну комісію з водних ресурсів Чилі, Аргентинський Центр з прав людини та навколишнього середовища та Національну раду з управління навколишнім середовищем, вимагають від Барріка припинення екологічно руйнівних практик гірничих робіт, посилаючись на невідповідність екологічному законодавству, що призводить до забрудненої води та інших екологічних ситуацій. спустошення. [65]
Колективний позов
У березні 2016 року акціонери Barrick подали колективний позов проти Barrick Gold, звинувативши компанію у спотворенні фактів та завідомо введенні в оману акціонерів щодо дотримання компанією екологічних норм в Аргентині та Чилі. У березні 2017 року відбулося чергове розливання ціаніду, оскільки Баррік не зміг завершити вдосконалення шахти, що могло запобігти розливу. Операції були частково призупинені втретє за 18 місяців, і місцеві регулятори розпочали розслідування щодо минулої недбалості та вимагали від Барріка перегляду своїх екологічних та експлуатаційних процесів [79]. Голова Баріка Джон Л. Торнтон прилетів до Аргентини на зустріч з міністром енергетики Хуаном Хосе Арангуеном, який вимагав, щоб Баррік розробив нову стратегію для шахти, інакше її ліцензію буде скасовано. Аргентинський уряд вимагав закриття початкової ділянки проекту. Це збіглося з продажем 50% шахти Veladero за 960 мільйонів доларів китайській гірничодобувній компанії Shandong Gold Group. Повідомлялося, що Торнтон був головним учасником переговорного процесу [80].

### Канада
Книги-сукня
У лютому 2010 року адвокати Barrick Gold погрожували подати до суду на канадське видавництво Talonbooks за наклеп, якщо воно продовжить планувати видання книги Ален Дено "Imperial Canada Inc.: Legal Haven of Choice for the World Mining Industries" [81]. Видавець Карл Зіглер охарактеризував це як "озноб", зазначивши, що оскільки книга ще не вийшла в світ, Баррік Голд не міг знати, чи справді її вміст є наклепом [82]. Згодом Талон вирішив опублікувати роботу (ISBN 9780889226357) [83] і "опублікував заяву, в якій заявив, що" має намір показати повний рукопис Барріку до виходу книги, щоб дати Барріку можливість "виправити" будь-які "неправди" про те, як вони ведуть свої ділові справи у всьому світі, що вони вважають, що це може містити. "" [81]
Нуар, Канада
Рішення Верховного суду Квебеку 2011 року постановило, що Баррік Голд повинен заплатити 143 000 доларів авторам Алену Дене, Дельфіні Абаді, Вільяму Сахеру та видавцю Les Éditions Écosociété Inc, щоб підготувати свою захист у ", здавалося б, образливому" стратегічному судовому процесі проти участі громадськості. Незважаючи на рішення Квебеку, книга "Нуар Канада", яка документує стосунки між канадськими гірничодобувними корпораціями, збройними конфліктами та політичними акторами в Африці, ніколи не видавалась як частина врегулювання, яке, на думку авторів, було укладено лише з єдиною метою вирішення три з половиною роки юридичної битви [84].

### Папуа-Нова Гвінея
Х'юман Райтс Вотч
У 2011 році Human Rights Watch (HRW) опублікувала звіт, в якому стверджується, що приватні служби безпеки на шахті Барріка "Поргера" в Папуа-Новій Гвінеї здійснювали "групові зґвалтування та інші жорстокі зловживання", які включають неодноразові масові зґвалтування та інші сексуальні зловживання, вбивства, підпали, примусове виселення та інші форми насильства над членами громади поблизу шахти СП Поргера протягом декількох років [85] [86] [87] [88] [58] Напруженість між Барріком та місцевою громадою пов’язана з тим, що збіднілі місцеві жителі незаконно вторглись у власність Барріка, щоб очистити шматки золота на сміттєзвалищах шахти. Баррік наймає місцеву поліцію, щоб утримати членів громади від землі, що належить компанії. Численні члени громади, чоловіки та жінки, заявили, що їх зґвалтували, били або іншим чином нападали на власність Барріка, коли їх спіймали у зловживанні. Хьюман Райтс Вотч заявила, що Баррік повинен був "діяти задовго до того, як Хьюман Райтс Вотч провів дослідження і спонукав їх до дії". У 2013 році Баррік Голд заявив, що після незалежного розслідування компанія виплачувала компенсації 14 жінкам, зґвалтованим охоронцями мін у Танзанії. Окрім готівки, жінки також отримували терапію, професійне навчання, переїзд та витрати на навчання дітей [91].
Сара Найкі, [92] юрист з прав людини та директор Клініки з прав людини Колумбійської юридичної школи, описала зґвалтування як "одне з найжорстокіших нападів, які вона розслідувала в будь-якій точці світу". Спільний звіт Гарвардського університету та Колумбійського університету показав, що Баррік пропонував жінкам менше 6 000,00 доларів кожному. Група з 11 осіб, що пережили згвалтування, відхилила початкову пропозицію Барріка і отримала значно більші поселення після того, як вони отримали законне представництво в США. [93]
Міжнародна амністія
У червні 2014 року Міжнародна Амністія повідомила, що охоронці Барріка Голда з шахти Поргера спалили понад 200 будинків під час рейду 6 червня 2014 року [60] Поліцейський, який брав участь у рейді, сказав, що Баррік наказав поліції спалити будинки [94].
Перу
У лютому 2021 року Barrick Gold оголосив, що продасть свою золоту шахту Lagunas Norte в Перу. [95] Шахта продається компанії Boroo Pte Ltd. на суму до 81 млн. Доларів США.
Вода
У вересні 2012 року ВВС повідомляло, що одна людина загинула і ще щонайменше чотири отримали поранення на шахті "Баррік" у північному районі Анкаша в Перу в сутичках між поліцією та членами сусідньої громади, які протестували проти нібито надмірного споживання та забруднення шахти місцевих джерел води. [96] В результаті подібних подій на тій самій шахті в 2006 році двоє людей загинули та 20 отримали поранення.